# Mike Figgis

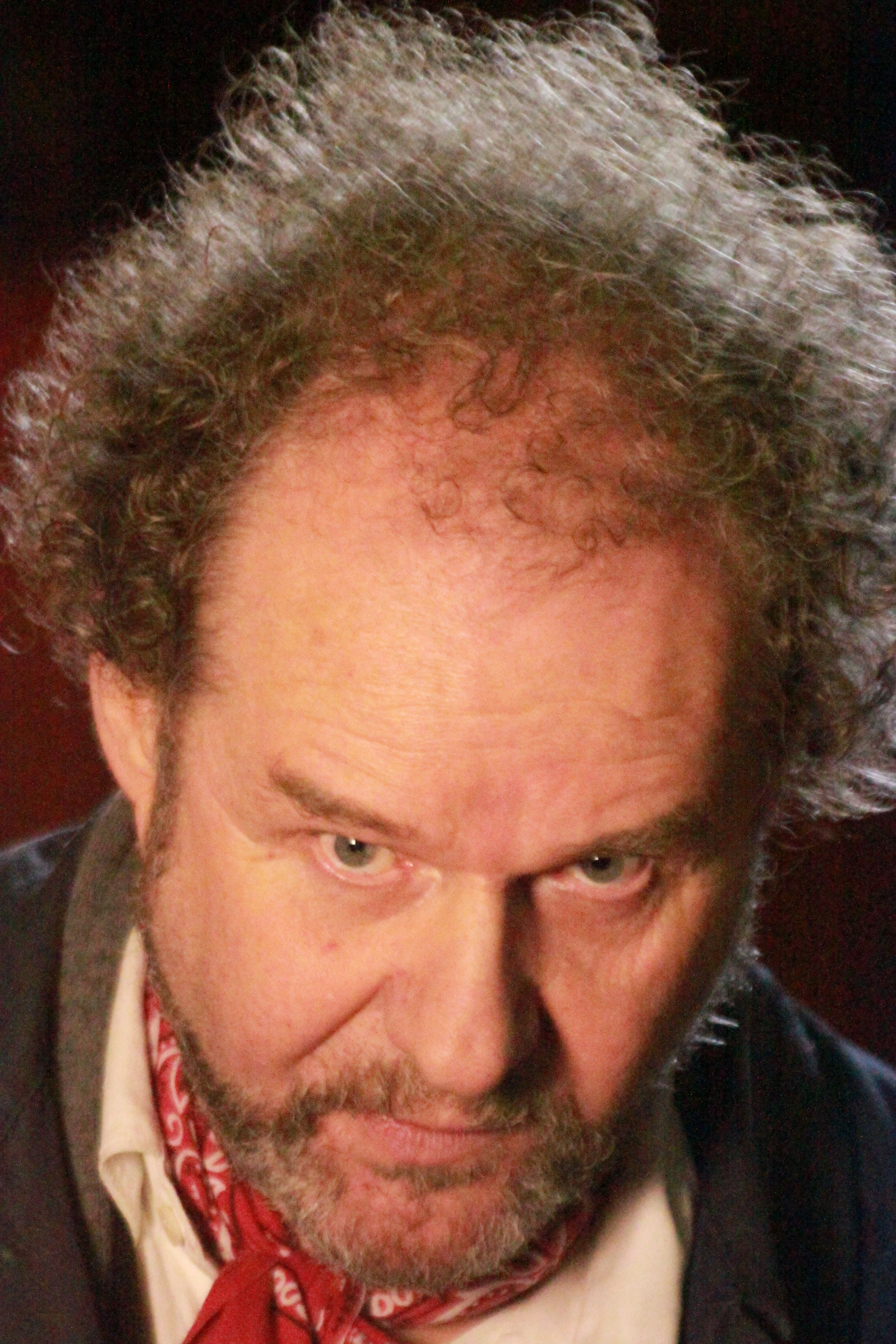
Mike Figgis im November 2012 beim PlusCamerimage Festival in Bydgoszcz (deutsch: Bromberg), Polen

Michael Lawrence Dundus Figgis (* 28. Februar 1948 in Carlisle, Cumbria, England) ist ein britischer Filmregisseur, Filmkomponist, Drehbuchautor, Produzent und Schauspieler.

## Leben
Mike Figgis wuchs zunächst in Nairobi, ab dem neunten Lebensjahr in Newcastle-upon-Tyne auf und studierte Musik in London, wo er die R&B-Gruppe The Gas Board gründete, zu deren Mitgliedern auch Bryan Ferry gehörte. Anschließend wirkte er ab 1968 in der britischen Musikgruppe People Band bzw. der damit bis 1970 verbundenen Theatergruppe People Show mit, der er bis Ende der 1970er Jahre angehörte. Nachdem er bei der National Film and Television School abgelehnt worden war, gründete er eine eigene Multimedia-Gruppe, mit der er ab 1980 drei erfolgreiche Shows aufführte. Dann erstellte Figgis auf eigene Kosten den 60-minütigen Fernsehfilm The House (1984), der für ihn die Eintrittskarte ins kommerzielle Filmgeschäft wurde.
Nach seiner Arbeit an Musikvideos hatte er 1988 mit Stormy Monday sein Kinofilmdebüt. Nach seinen Erfolgen mit Richard Gere in Internal Affairs – Trau’ ihm, er ist ein Cop (1990) und Mr. Jones (1993) schenkte man ihm große Beachtung bei der Neuverfilmung von The Browning Version (1994).
Sein bekanntester Film ist Leaving Las Vegas von 1995. Das düstere und resolut (un-)sentimentale Porträt der letzten Tage eines sich zu Tode saufenden Schriftstellers brachte Figgis Nominierungen für die beste Regie und das beste Drehbuch bei den Academy Awards. Nicolas Cage wurde als bester männlicher Hauptdarsteller ausgezeichnet. Der Nachfolger, One Night Stand von 1997, erhielt nur mäßige Kritiken. Auch mit seinen weiteren Filmen konnte er bisher an den Erfolg seines oscarprämierten Werks nicht anknüpfen.
Für den Film Timecode entwickelte Figgis eine neue Art der Steadicam: Ein simples Rad, in dessen Mitte die Kamera befestigt ist und das gehalten wird wie ein Lenkrad, genannt FigRig. Manfrotto vermarktete 2006 dieses Produkt in Zusammenarbeit mit Figgis.

## Filmografie (Auswahl)
Regie
- 1988: Stormy Monday
- 1989: Internal Affairs – Trau’ ihm, er ist ein Cop (Internal Affairs)
- 1990: Todestraum – Der letzte Zeuge schweigt (Liebestraum)
- 1991: Verführerische Geschichten 2 (Women & Men 2: In Love There Are No Rules)
- 1993: Mr. Jones
- 1994: Schrei in die Vergangenheit (The Browning Version)
- 1995: Leaving Las Vegas
- 1997: One Night Stand
- 1998: Loss of Sexual Innocence
- 1999: Miss Julie
- 1999: The Battle of Orgreave, Fernsehdokumentation eines Reenactments des Künstlers Jeremy Deller[1]
- 2000: Timecode
- 2001: Hotel
- 2002: Ten Minutes Older – The Cello (Episodenfilm, eine Folge)
- 2003: Cold Creek Manor – Das Haus am Fluss (Cold Creek Manor)
- 2003: Red, White and Blues (über Van Morrison)
- 2004: Die Sopranos (The Sopranos, Fernsehserie, eine Folge)
- 2010: The Co(te)lette Film
- 2011: China-Town (Kurzfilm)
- 2011: Lucrezia Borgia (Kurzfilm)
- 2012: Gefährliche Begierde (Suspension of Disbelief)
- 2017: The Battle of Hastings (Dokumentation)[2]
- 2019: Ronnie Wood: Somebody Up There Likes Me (Dokumentation)